# The Best Now & Then 〜10th Anniversary〜
『The Best Now & Then 〜10th Anniversary〜』（ザ・ベスト・ナウ・アンド・ゼン テンス・アニバーサリー）は、小柳ゆき2枚目のベスト・アルバム。2010年2月24日にNAYUTAWAVE RECORDSより発売。

## 解説
- 小柳ゆきデビュー10周年を記念したベスト・アルバム。7曲リアレンジ・ボーカル新録音で収録。ベスト・アルバムは前作より6年ぶり。
- NAYUTAWAVE RECORDS移籍後初のアルバム。新録音7曲・オリジナルバージョン収録の初回盤[1]、新録音7曲・ボーナス・トラック2曲収録の通常盤[2]の2形態で発売。
- 「be alive 〜そのままの君でいて〜 feat.SoulJa」は後にミュージック・ビデオが製作され、2015年のベスト・アルバム『The Best of Yuki Koyanagi 2015 Here For You 〜Universal Selection〜』に収録された。

## 収録曲
※はNew Recording

### 初回盤
1. be alive 〜そのままの君でいて〜 feat.SoulJa ※ 
  - 作詞：小柳ゆき・樋口侑・Soulja　作曲：原一博・Soulja　編曲： Soulja
  - 5thシングル
  - Souljaのラップ詞が追加されている。
2. あなたのキスを数えましょう 〜You were mine〜 ※
  - 作詞：高柳恋　作曲：中崎英也　編曲：HIKARI
  - 1stシングル
3. 愛情 with 浦嶋りんこ ※
  - 作詞：小柳ゆき・樋口侑　作曲：原一博　編曲：中島靖雄
  - 4thシングル
4. DEEP DEEP with 熱帯JAZZ楽団 ※
  - 作詞：小柳ゆき　作曲：NS2　編曲：森村献
  - 8thシングル
5. remain〜心の鍵 with JULEPS ※
  - 作詞：小柳ゆき・Lightcha　作曲：清水泰明　編曲：JULEPS
  - 10thシングル
6. fairyland ※
  - 作詞：trans@k　作曲：L・SOUL　編曲：武藤良明
  - 2ndシングル
7. Sunrise ※
  - 作詞：小柳ゆき　作曲：aya Sueki　編曲：吉川慶
  - 7thアルバム『SUNRISE』の表題曲。
8. be alive
  - オリジナルバージョン・5thシングル
9. あなたのキスを数えましょう 〜You were mine〜
  - オリジナルバージョン・1stシングル
10. 愛情
  - オリジナルバージョン・4thシングル
11. DEEP DEEP
  - オリジナルバージョン・8thシングル
12. remain〜心の鍵
  - オリジナルバージョン・10thシングル
13. fairyland
  - オリジナルバージョン・2ndシングル
14. Sunrise
  - オリジナルバージョン・7thアルバム『SUNRISE』収録曲

### 通常盤
1. be alive 〜そのままの君でいて〜 feat.SoulJa ※
2. あなたのキスを数えましょう 〜You were mine〜 ※
3. 愛情 with 浦嶋りんこ ※
4. DEEP DEEP with 熱帯JAZZ楽団 ※
5. remain〜心の鍵 with JULEPS ※
6. fairyland ※
7. Sunrise ※
8. we can go anywhere
  - 作詞：小柳ゆき　作曲：小柳ゆき・RIM from Saiz　編曲：Saiz
  - ボーナス・トラック。21stシングル
9. Listen
  - 作詞・作曲：Scott Cutler・Beyonce Knowles・Henry Krieger・Anne Preven　編曲：TADASUKE
  - ボーナス・トラック。ビヨンセのカヴァー。Yuki-K名義でリリース。